# ابل ژاویر
ابل ژاویر (به پرتغالی: Abel Xavier) یک بازیکن فوتبال اهل پرتغال است.

## باشگاهی
از باشگاه‌هایی که در آن بازی کرده‌است می‌توان به میدلزبورو، لیورپول، باری، پی‌اس‌وی آیندهوون، گالاتاسرای، باشگاه فوتبال لس‌آنجلس گلکسی، آ. اس. رم، بنفیکا، و اورتون اشاره کرد.

## تیم ملی
وی همچنین در تیم ملی فوتبال پرتغال بازی کرده‌است.
او بعد از پایان دوران حرفه‌ای به دین اسلام گروید و نام خود را فیصل گذاشت.